# 정종복 (1950년)
정종복(鄭鍾福, 1950년 7월 14일, 경상북도 경주시 ~ )은 제17대 국회의원을 역임한 대한민국의 법조인이다. 전 한나라당 경북도당 경주시 당원협의회 운영위원장을 역임했다. 2008년 총선과 2009년 재보선에 한나라당 후보로 경주시 지역구에 출마했으나 친박 후보에게 패배해 낙선하였다.

## 학력
- 월성초등학교(1957.03 ~ 1963.02)
- 신라중학교(1963.03 ~ 1966.02)
- 부산고등학교(1966.03 ~ 1969.02)
- 서울대학교 법학 학사

## 경력
- 재25회 사법시험 합격
- 마산, 광주, 서울, 수원지검 검사
- 국회 법사위 입법심의관 및 전문의원
- 정종복법률사무소 변호사
- 제17대 국회의원
- 국회 문화관광위원회 위원
- 국회 예산결산특별위원회 위원
- 한나라당 원내부대표
- 한나라당 제1사무부총장
- 한나라당 경북도당 경주시 당원협의회 운영위원장
- 법무법인 두우앤이우 대표변호사
- 자유한국당
- 바른정당
- 바른미래당
- 2018년 6월 ~ 2020년 2월: 자유한국당
- 2020년 2월 ~ 2022년 1월: 무소속
- 2022년 1월 ~ : 국민의힘

## 역대 선거 결과
|  | 23.15% |

|  | 32.61% |

|  | 51.25% |

|  | 42.04% |

|  | 36.48% |

|  | 0% |

|  | 30.66% |

|  | 19.86% |